# Oerstedella
Œrstedella é um género botânico pertencente à família das orquídeas (Orchidaceæ).

## Etimologia
O nome deste gênero, foi dado em homenagem a "Anders Sandoe Oersted", um botânico dinamarquês, que teve seu nome latinizado para "Andreas Œrstedus".

## Espécies
A espécie tipo é: Oerstedella centradenia (Rchb.f) Rchb.f 1852
- Oerstedella caligaria (Rchb. f.) Hágsater 1981.
- Oerstedella centradenia [Rchb.f]Rchb.f 1852. (Nicarágua, Costa Rica e Panamá)
- Oerstedella centropetala
- Oerstedella endresii (Rchb. f.) Hágsater 1981.
- Oerstedella exasperata (Rchb. f.) Hágsater 1981.
- Oerstedella medinae (Dodson) Hágsater Ecuador.
- Oerstedella myriantha (Lindl.) Hágsater 1981.
- Oerstedella pseudoschumanniana(Fowlie) Hágsater 1981.
- Oerstedella pseudowallisii (Schltr.) Hágsater 1981.
- Oerstedella pumila (Rolfe) Hágsater 1981.
- Oerstedella schumanniana (Schltr.) Hágsater 1981.
- Oerstedella schweinfurthiana (Correll) Hágsater 1981.
- Oerstedella tetraceros (Rchb. f.) Hágsater 1981. (Costa Rica)
- Oerstedella thurstonorum Dodson CH, Hágsater E. 1988. (Equador)
- Oerstedella verrucosa (Sw.) Hágsater 1981.
- Oerstedella viridiflora Hágsater
- Oerstedella wallisii (Rchb. f.) Hágsater 1981. (Colômbia)